# Карпела, Танья
Танья Теллерво Карпела (фин. Tanja Tellervo Karpela; урождённая — Виенонен фин. Vienonen; во втором браке — Саарела фин. Saarela; 22 августа 1970, Сало, Финляндия) — финский политик; с 2003 по 2007 годы — министр культуры и спорта Финляндии.

## Биография
Родилась 22 августа 1970 года в городе Сало, в Финляндии. В 1991 году стала победительницей национального конкурса «Мисс Финляндия».
С 1999 по 2011 году была депутатом парламента Финляндии от партии Финляндский центр.
17 апреля 2003 года была назначена министром культуры Финляндии в кабинете Яаттеэнмяки, а с 24 июня 2003 по 19 апреля 2007 года продолжила исполнение обязанностей министра культуры в первом кабинете правительства Ванханена.